# Bistum Borba
Das Bistum Borba ist ein in Brasilien gelegenes römisch-katholisches Bistum mit Sitz in Borba im Bundesstaat Amazonas.

## Geschichte
Die Territorialprälatur Borba (lateinisch Praelatura Territorialis Borbensis, portugiesisch Prelazia de Borba) wurde am 13. Juli 1963 durch Papst Paul VI. mit der Päpstlichen Bulle Ad Christi divini aus Gebietsabtretungen des Erzbistums Manaus und der Territorialprälatur Parintins errichtet. Die Territorialprälatur wurde dem Erzbistum Manaus als Suffragan unterstellt. 
Am 18. November 2022 erhob Papst Franziskus die Territorialprälatur Borba in den Rang einer Diözese und ernannte Zenildo Luiz Pereira da Silva zum ersten Diözesanbischof.

## Prälaten von Borba
- Adriano Jaime Miriam Veigle TOR, 1964–1988
- José Afonso Ribeiro TOR, 1988–2006
- Elói Róggia SAC, 2006–2017
- Zenildo Luiz Pereira da Silva CSsR, 2017–2022

## Bischöfe von Borba
- Zenildo Luiz Pereira da Silva CSsR, seit 2022